# Jellyfish Can't Swim in the Night
 (avril 2024).
La mise en forme du texte ne suit pas les recommandations de Wikipédia : il faut le « wikifier ».
Les points d'amélioration suivants sont les cas les plus fréquents. Le détail des points à revoir est peut-être précisé sur la page de discussion.
- Les titres sont pré-formatés par le logiciel. Ils ne sont ni en capitales, ni en gras.
- Le texte ne doit pas être écrit en capitales (les noms de famille non plus), ni en gras, ni en italique, ni en « petit »…
- Le gras n'est utilisé que pour surligner le titre de l'article dans l'introduction, une seule fois.
- L'italique est rarement utilisé : mots en langue étrangère, titres d'œuvres, noms de bateaux, etc.
- Les citations ne sont pas en italique mais en corps de texte normal. Elles sont entourées par des guillemets français : « et ».
- Les listes à puces sont à éviter, des paragraphes rédigés étant largement préférés. Les tableaux sont à réserver à la présentation de données structurées (résultats, etc.).
- Les appels de note de bas de page (petits chiffres en exposant, introduits par l'outil «  Source ») sont à placer entre la fin de phrase et le point final[comme ça].
- Les liens internes (vers d'autres articles de Wikipédia) sont à choisir avec parcimonie. Créez des liens vers des articles approfondissant le sujet. Les termes génériques sans rapport avec le sujet sont à éviter, ainsi que les répétitions de liens vers un même terme.
- Les liens externes sont à placer uniquement dans une section « Liens externes », à la fin de l'article. Ces liens sont à choisir avec parcimonie suivant les règles définies. Si un lien sert de source à l'article, son insertion dans le texte est à faire par les notes de bas de page.
- La présentation des références doit suivre les conventions bibliographiques. Il est recommandé d'utiliser les modèles {{Ouvrage}}, {{Chapitre}}, {{Article}}, {{Lien web}} et/ou {{Bibliographie}}. Le mode d'édition visuel peut mettre en forme automatiquement les références.
- Insérer une infobox (cadre d'informations à droite) n'est pas obligatoire pour parachever la mise en page.

Pour une aide détaillée, merci de consulter Aide:Wikification.
Si vous pensez que ces points ont été résolus, vous pouvez retirer ce bandeau et améliorer la mise en forme d'un autre article.
Jellyfish Can't Swim in the Night (夜のクラゲは泳げない, Yoru no Kurage wa Oyogenai) est une série télévisée animée originale produite par Doga Kobo pour son 50e anniversaire et réalisée par Ryōhei Takeshita. Il a été créé en avril 2024. Une adaptation manga illustrée par Niko Fujii a commencé la sérialisation sur le site web du manga Magazine Pocket de Kodansha en avril 2024.

## Intrigue
Quatre filles, Mahiru Kouzuki, une illustratrice qui arrête de dessiner, Nonoka Tachibana, une ancienne idole qui veut faire ses preuves en chantant, Nox Ryūgasaki, une VTuber autoproclamée « la plus forte », et Kimura-chan, une mystérieuse compositrice qui veut soutenir sa personne préférée, forment ensemble un groupe d'artistes anonymes, « JELEE ».

## Production et sortie
Le 24 mars 2023, Doga Kobo annonce qu'elle produit une série animée télévisée originale intitulée Jellyfish Can't Swim in the Night, dont la première est prévue en 2024 et dont l'histoire se déroule à Shibuya,. Plus tard, trois autres clips de PV teaser et de visuels teaser ont été publiés respectivement le 12 mai, le 28 juillet et le 23 octobre 2023. Selon le réalisateur Ryohei Takeshita, les teasers ont été produits en live action, principalement parce qu'il ne voulait pas épuiser les ressources de la production de la série animée, et en partie parce qu'il voulait tenter de créer quelque chose en live action. Le 1er novembre 2023, son premier clip entièrement animé est sorti, avec annonce des acteurs et du personnel, ainsi que la première de la série en avril 2024. Le 7 février 2024, le deuxième clip est sorti, ainsi que la première de la série le 7 avril.
Une projection anticipée des deux premiers épisodes a lieu le 3 mars 2024 au Marunouchi Piccadilly de Tokyo, avec diffusion en direct dans quatre cinémas à Saitama, Aichi, Osaka et Miyazaki respectivement. Le scénariste Yūki Yaku, le directeur artistique Yūji Kaneko et le monteur Kashiko Kimura ont tous été invités par Ryōhei Takeshita dans l'équipe,,.

## Médias

### Anime
La série est créée par JELEE et se déroule à Shibuya, Tokyo. Produit par Doga Kobo, il est réalisé par Ryōhei Takeshita, avec une composition en série de Yūki Yaku, des conceptions de personnages originales de popman3580 et des conceptions adaptées pour l'animation par Junichirō Taniguchi,,,. Il a été créé le 7 avril 2024 sur Tokyo MX et d'autres réseaux. La chanson thème d'ouverture est Irodori (イロドリ, Color) , interprétée par KanoeRana, tandis que la chanson thème de fin est Ichi-nichi wa 25-jikan (1日は25時間, 25 Hours in a Day), interprété par Anna Tsurushima,.
La série est autorisée par Sentai Filmworks en Amérique du Nord, en Australie et dans les îles britanniques. Muse Communication a autorisé la série en Asie-Pacifique
.
La première saison a été diffusée sur J-One en version originale sous-titrée entre le 16 et le 29 septembre 2024,.

### Mangas
Une adaptation manga illustrée par Niko Fujii a commencé la sérialisation sur le site web du manga Magazine Pocket de Kodansha le 7 avril 2024,.

### Light novel
Une adaptation de light novel, écrite par Yūki Yaku et illustrée par popman3580, commencera sa publication sous la marque Gagaga Bunko de Shogakukan le 20 mai 2024.

## Voir également
- Eromanga Sensei, Pokémon : Vents Paldéens – série animée réalisée par Ryohei Takeshita
- Bottom-tier Character Tomozaki – série de romans légers écrite par Yūki Yaku